# غوياس (مدينة)
غوياس أو غوياس القديمة (بالإسبانية: Goiás؛ Goiás Velho) هي بلدية في ولاية غوياس في البرازيل. كان عدد سكانها 22381 (حسب تقديرات 2020) ومساحتها 3.108 كم². وهي العاصمة السابقة للدولة وتحافظ على الكثير من تراثها الاستعماري. في عام 2002، أصبحت أحد مواقع التراث العالمي لليونسكو.

## موقع التراث العالمي
كانت غوياس عاصمة ولاية غوياس القديمة حتى عام 1937 عندما تم نقل مقر الحكومة إلى جويانيا التي تم بناؤها مؤخرًا. أسسها المستكشف الشهير بانديرانتس بارتولوميو بوينو دا سيلفا، الملقب بـآنهانغويرا، وكانت تسمى في العصر الاستعماري "فيلا بوا دي جوياز" ("قرية غوياس الجيدة" بالبرتغالية القديمة). نظرًا لأهميتها التاريخية، فقد تم إدراج المركز التاريخي لغوياس في قائمة اليونسكو للتراث العالمي في عام 2001.

## موقع

### حدود البلدية
- الشمال: فاينا
- جنوبا: موسامديس
- الشرق: إتابيراي
- الغرب: إيتابيرابوا وماترينشا
- المقاطعات: كالسيلانديا، بوينولانديا، دافيدوبوليس، ساو جواو إي أوفا. * بوفوادو (القرية): ساو جواو دا لاجينها.
- التكتلات (أصغر من قرية): أرياس وفيريرو

### المسافات
- جويانيا: 148 كم
- ارونا: 178 كم
- برازيليا: 307 كم

يمكن الوصول إلى الطرق السريعة جي أو-070 / جويانيرا / انهوماس / إتابيراي / بي إر-070.

## جغرافيا
تتميز تضاريس البلدية بالتضاريس الوعرة والعديد من الأنهار. تقع جبال سيرا دورادة في مكان قريب. تحتوي البلدية على جزء من 26,626 هكتار (65,790 أكر) من حديقة سيرا دورادا الحكومية، التي تم إنشاؤها في عام 2003. يمكن الوصول بسهولة إلى الشلالات والمنحدرات من مركز المدينة والعديد منها به شواطئ مفتوحة للجمهور. أهمها:
- شاطئ كاشويرا غراندي، 6 كم من المدينة
- بالنياريو سانتو أنطونيو، 6 كم من المدينة
- باليريو باكالهاو، عند مدخل المدينة

الأنهار التي تعبر البلدية هي:
- نهر فيرميلهو، أورو، دو بيكسي، فيريرا، أونديو

## البيانات السياسية
- الناخبون المؤهلون: 17،813 (2016)
- رئيس البلدية: أدرسون ليبراتو جوفيا (حزب العمال) (2021 - إلى الآن)[5]
- نائبة العمدة: زيلدا لوبو (تقدمية) (2021 - إلى الآن)
- أعضاء المجلس: 9

## البيانات الديموغرافية
- عدد السكان عام 1980: 42958 نسمة[5]
- عدد السكان في عام 2010: 24727
- معدل النمو السكاني 1980/2010: تقريبا. -42.44٪
- يقدر عدد السكان في 2018: 22،916

## اقتصاد
يعتمد اقتصاد المنطقة على السياحة وتربية الماشية والزراعة. يتألف عدد الماشية من 241000 رأس. كانت المنتجات الزراعية الرئيسية هي الموز والبرتقال والنخيل والأرز (2600 هكتار) والفاصوليا والذرة (3800 هكتار) وفول الصويا والقمح.

## التعليم والصحة
- معدل معرفة القراءة والكتابة: 85.4٪؛[5]
- معدل وفيات الرضع: 28.53 لكل 1000 مولود حي؛
- المدارس: 52 (2006) بها 7913 طالب وطالبة؛
- التعليم العالي: جامعة ولاية غوياس - حرم كورا كورالينا الجامعي، الجامعة الفيدرالية في غوياس - غوياس الإقليمية؛
- المستشفيات: 1 (2019).

## تاريخ

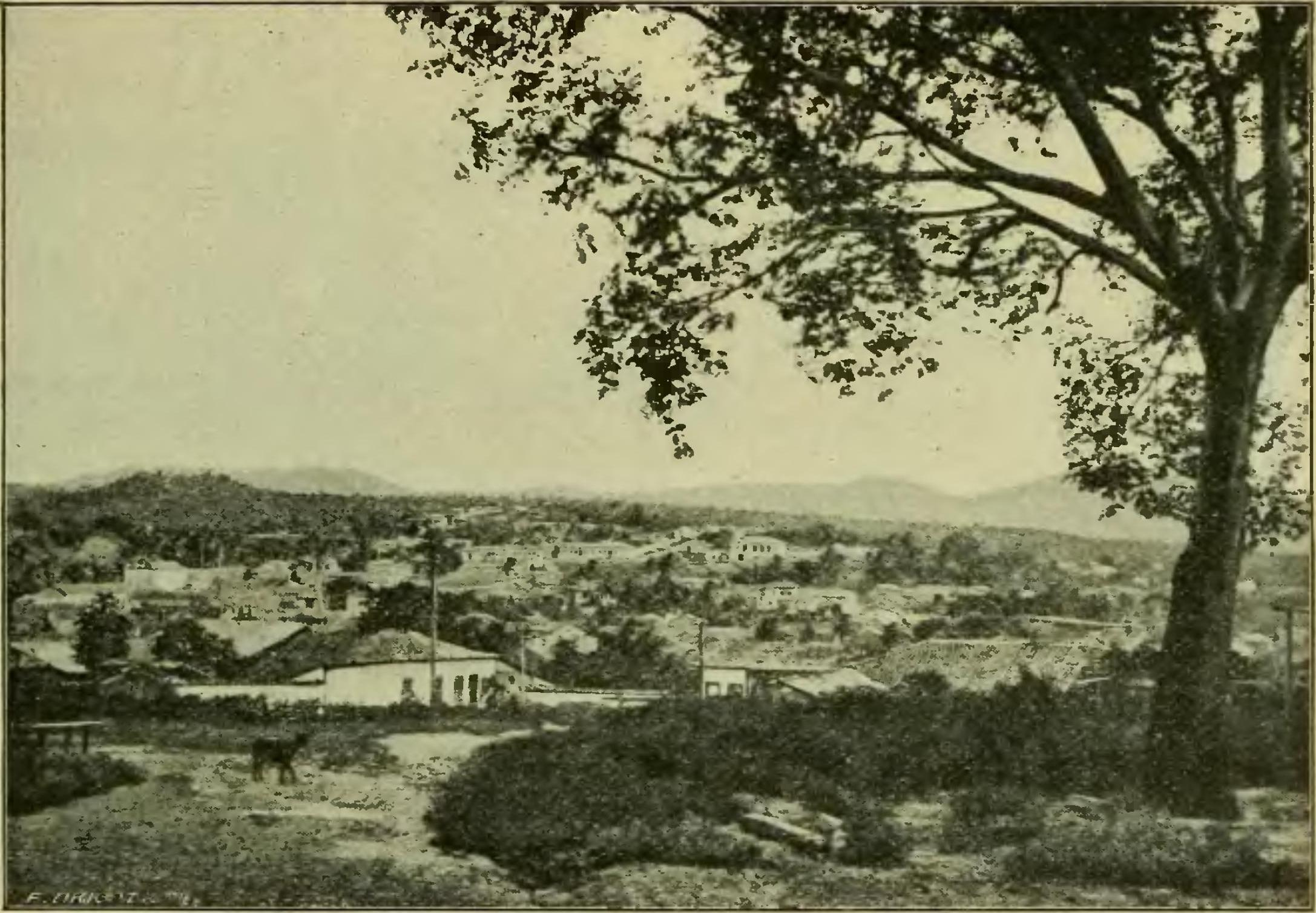
غوياس حوالي عام 1903

تأسست غوياس القديمة في عام 1727، وكان اسمها تكريمًا لهنود غوياس، وهم سكان المنطقة قبل وصول الأوروبيين. وتشهد منازلها ومصلياتها وكنائسها على ذروة عصر اندفاع الذهب. يمكن رؤية تاريخ المدينة، المتشابك مع تاريخ ولاية غوياس، وبعض التذكيرات بثروة القرون الماضية المنحوتة بالذهب، في أماكن مثل متحف داس بانديراس، الذي بني عام 1761؛ كلية سانتانا، التي أسسها الرهبان الدومينيكان عام 1879؛ كنيسة نوسا سنهورا داباديا، التي شيدت عام 1790، ومذبحها المطلي باللونين الأزرق والذهبي؛ ومنزل كاسا دا فونديساو، الذي يعود تاريخه إلى عام 1752، حيث تم صب الذهب من المناجم.
محاطة بـسيرا دورادا، غوياس القديمة هي المدينة الأصلية للشاعرة "آنا لينز دوس غيماريش بيكسوتو بريتاس" (1889-1985)، والمعروفة باسم كورا كورالينا. على الرغم من أنها بدأت الكتابة في سن 14 عامًا، إلا أنها نشرت كتابها الأول عندما كانت في الخامسة والسبعين من عمرها. من أجل الاستمرار، صنعت وباعت الحلويات المتبلورة. أصبح المنزل الذي عاشت فيه، وهو أحد أقدم المنازل في المدينة، والذي يعود تاريخه إلى عام 1782، متحفًا يحتوي على أثاثها وممتلكاتها الشخصية ووثائق ورسائل من مراسلين بارزين مثل الشاعر كارلوس دروموند دي أندرادي (1902-1987) والكاتب خورخي أمادو، أحد الممثلين الرئيسيين لأدب منطقة الشمال الشرقي وواحد من أكثر المؤلفين البرازيليين قراءة على نطاق واسع داخل وخارج البلاد.

## المهرجانات
يقام في غوياس، أحد أكثر المهرجانات شعبية وهو موكب فوغاريو، الذي يقام يوم الأربعاء قبل عيد الفصح. ويعتبر من بين أكثر الأحداث التقليدية في الأسبوع المقدس في البرازيل وفقط في انجرا دوس ريس يتم الاحتفال بموكب مماثل. خلال الاحتفال تتم محاكاة كوكا (فلكلور) (الأشخاص الذين يرتدون أردية العصور الوسطى وأغطية الرأس التي ترافق مواكب التوبة) اعتقال يسوع من قبل الجنود الرومان من خلال الجري في شوارع المدينة في منتصف الليل بمصابيح على صوت الطبول. هناك تشابه كبير مع بعض التقاليد التي تحدث في إسبانيا في نفس الوقت من العام خاصة في مدينتي طليطلة وإشبيلية. يخلق الظلام والمشاعل وسرعة الرجال ذوي الوجوه المغطاة أجواء العصور الوسطى. وكان يُعتقد أن الشيطان كان طليقًا في شوارع البلدة في تلك الليلة يخيف الجميع، وخاصة الأطفال. في الأصل، كان بإمكان الرجال فقط المشاركة ولكن ذلك تغير اليوم. تتجلى أيضًا الخرافات مثل وجود مستذئب وبغل مقطوع الرأس في هذا المهرجان الشعبي. يأتي السياح من جميع أنحاء العالم ليشهدوا المشهد. في عام 2006، وفقا لصحيفة "دياريو دا مانها" من غويانيا، جاء 10000 سائح لمشاهدة الموكب.

مهرجان آخر بارز يحدث سنويًا في المدينة هو مهرجان فيكا (المهرجان الدولي للسينما والفيديو المحيط). الهدف منه هو الترويج لجوائز وعرضها ومنحها للأفلام القصيرة والمتوسطة والطويلة، في أنواع الرسوم المتحركة أو الخيالية أو الوثائقية، التي تتناول موضوعات بيئية، بالإضافة إلى تعزيز الإجراءات في الإنتاج والتعليم في الفيلم والمجالات البيئية. يجذب المهرجان كل عام السياح من جميع أنحاء العالم.

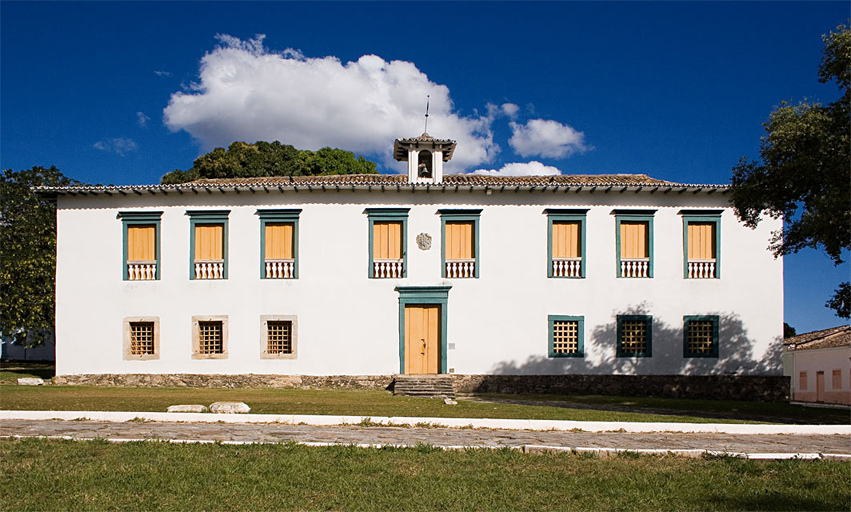
Antiga Casa da Câmara e Cadeia, atual MuBan
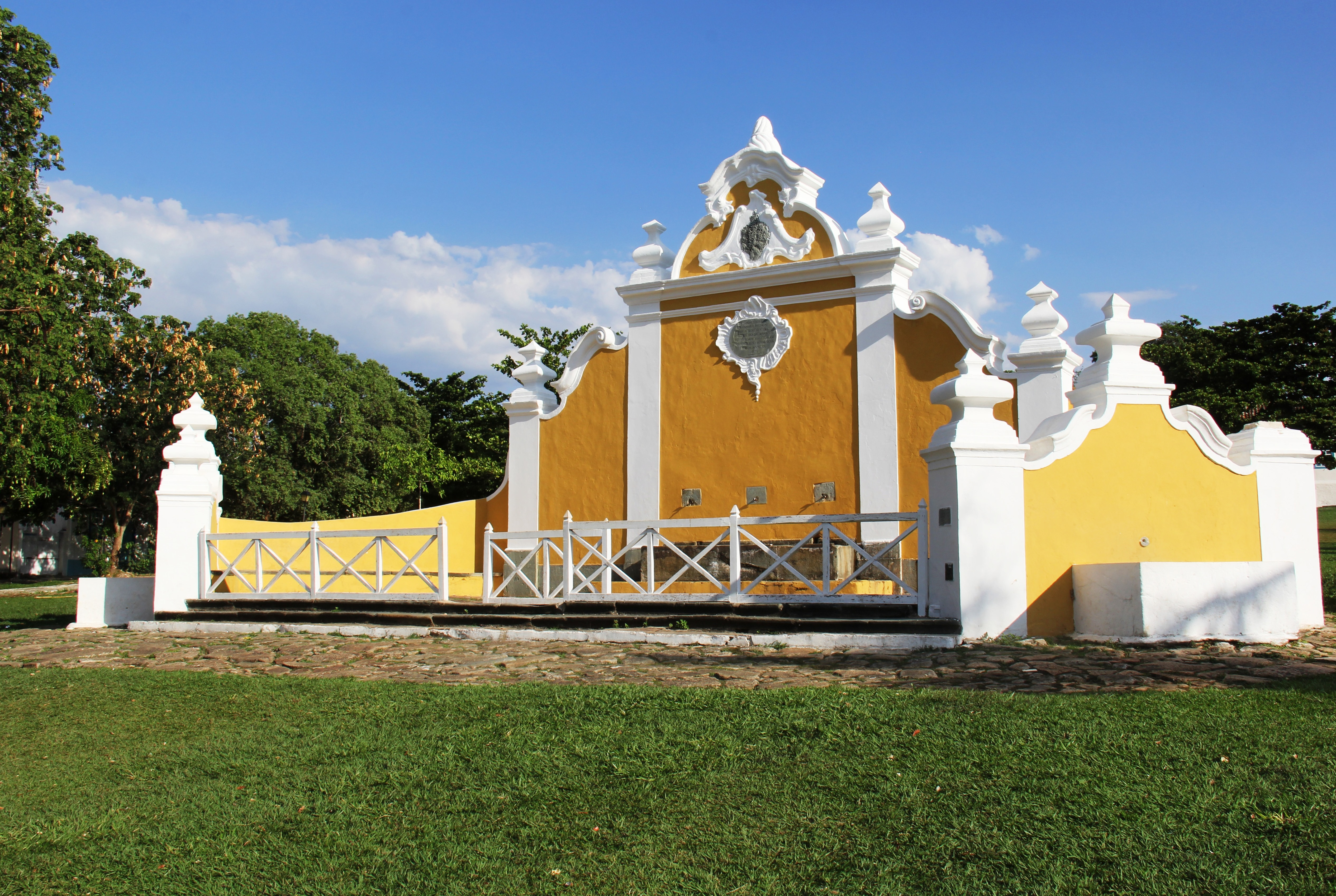
Chafariz de Cauda
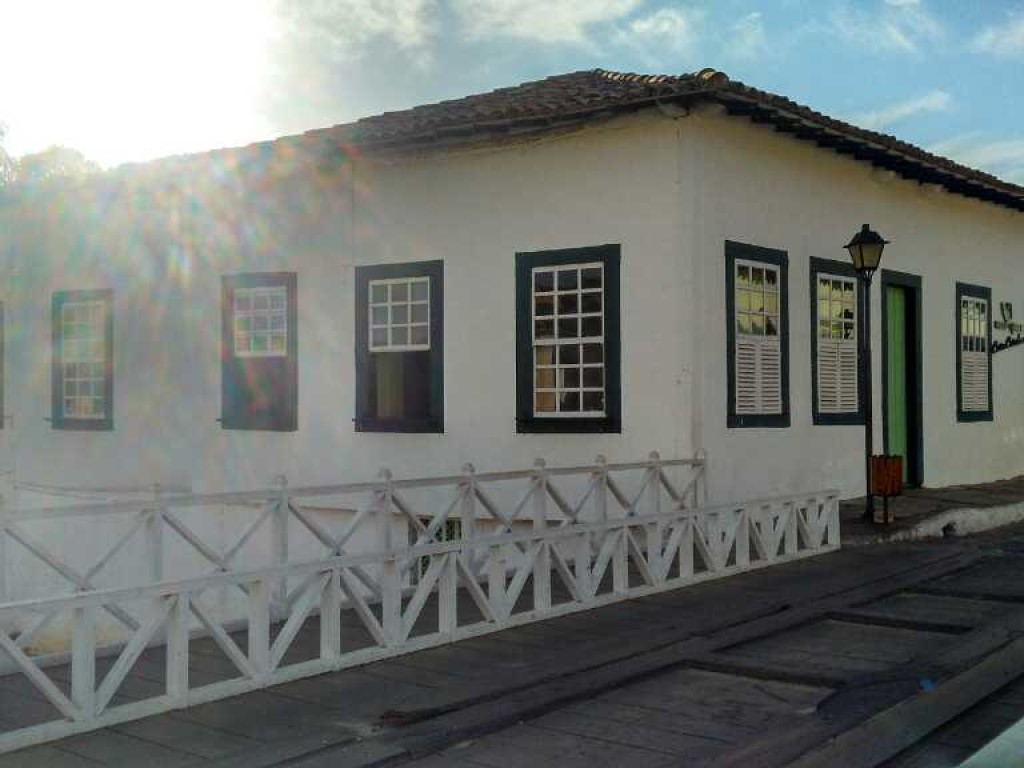
Casa de Cora Coralina
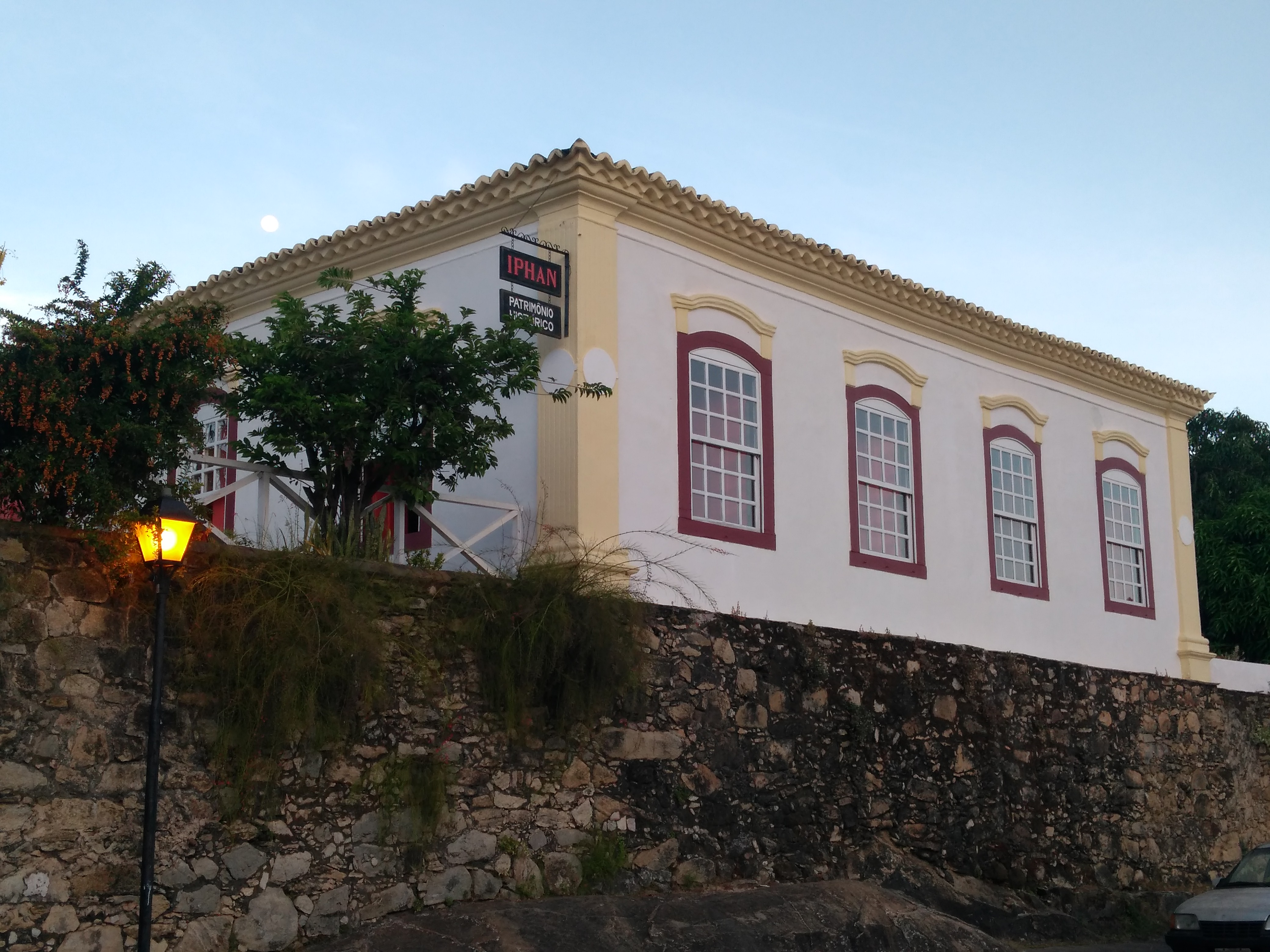
Casa do Bispo
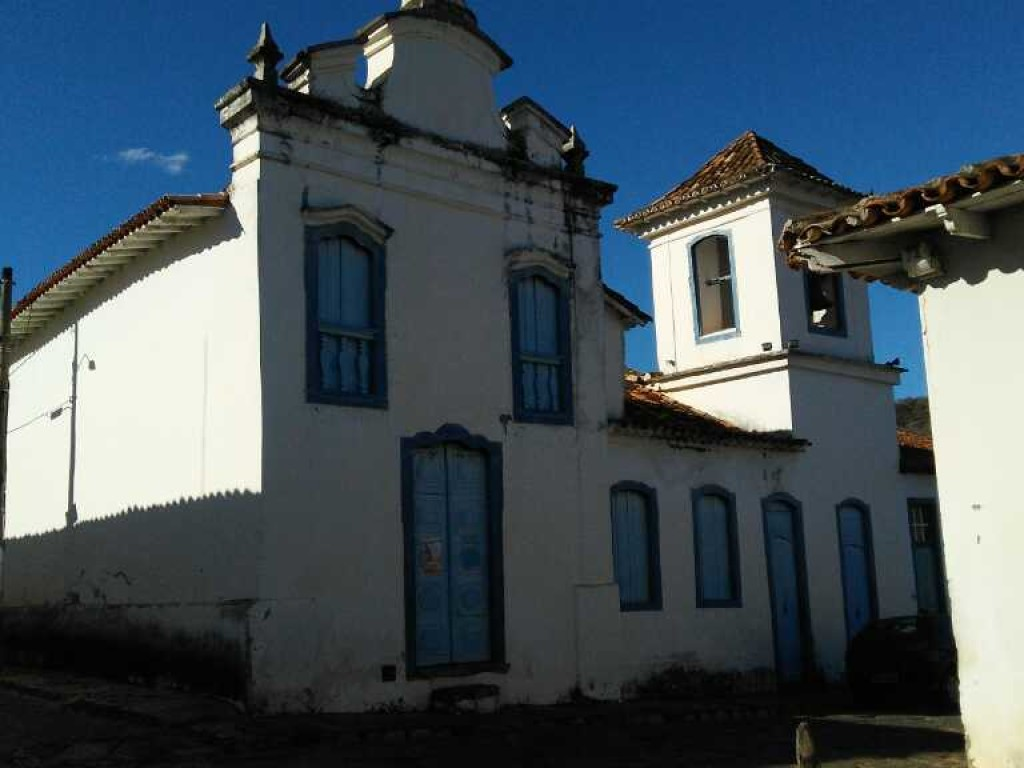
Igreja de Nossa Senhora d'Abadia
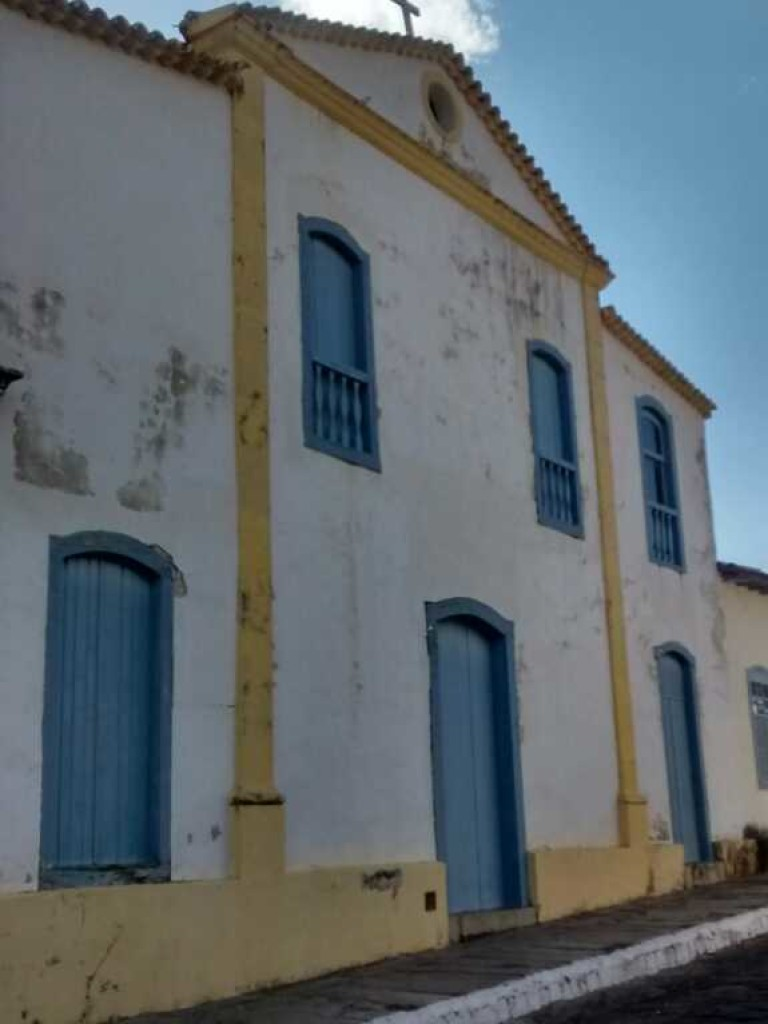
Igreja de Nossa Senhora do Carmo
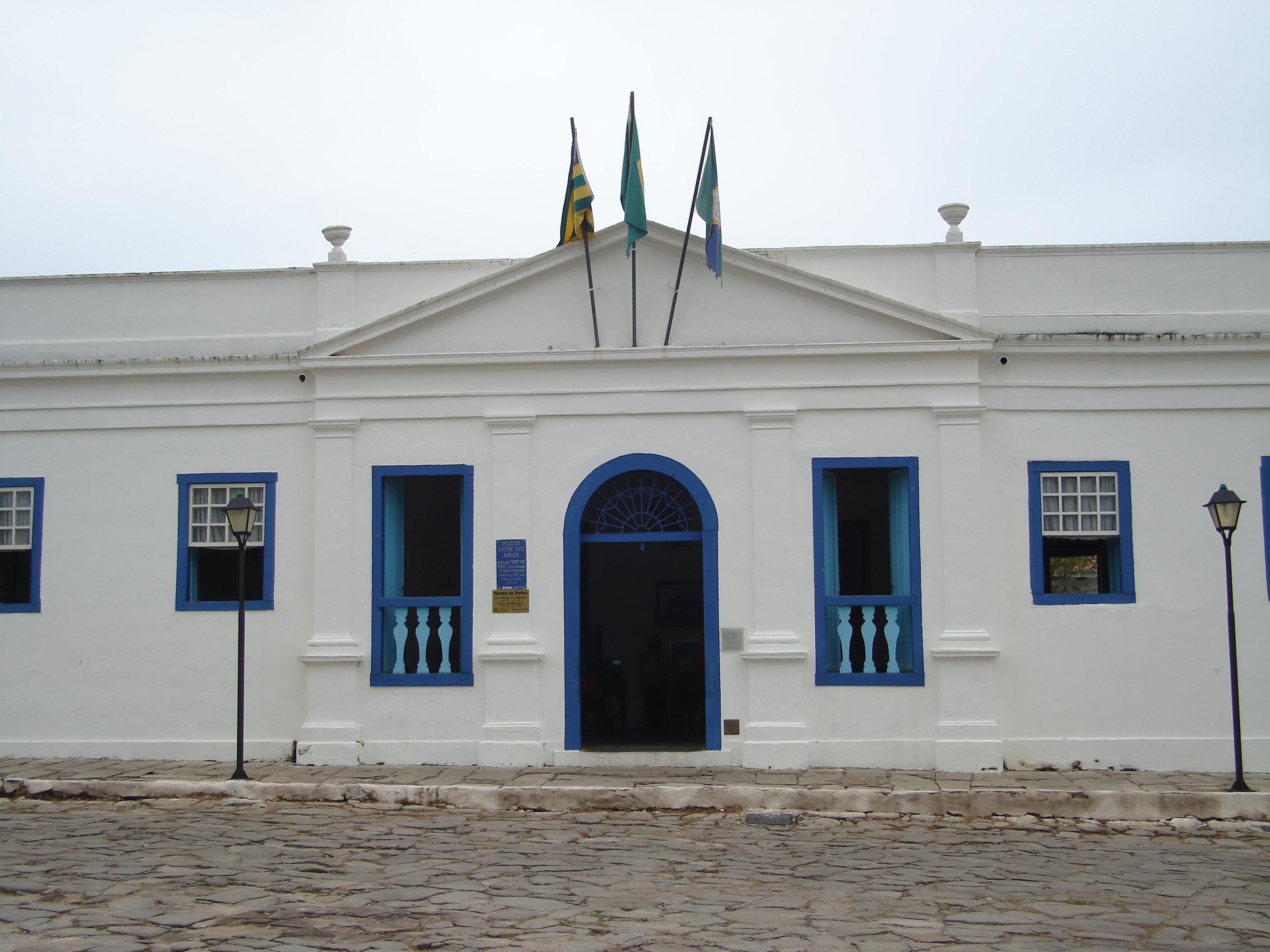
Palácio do Conde dos Arcos
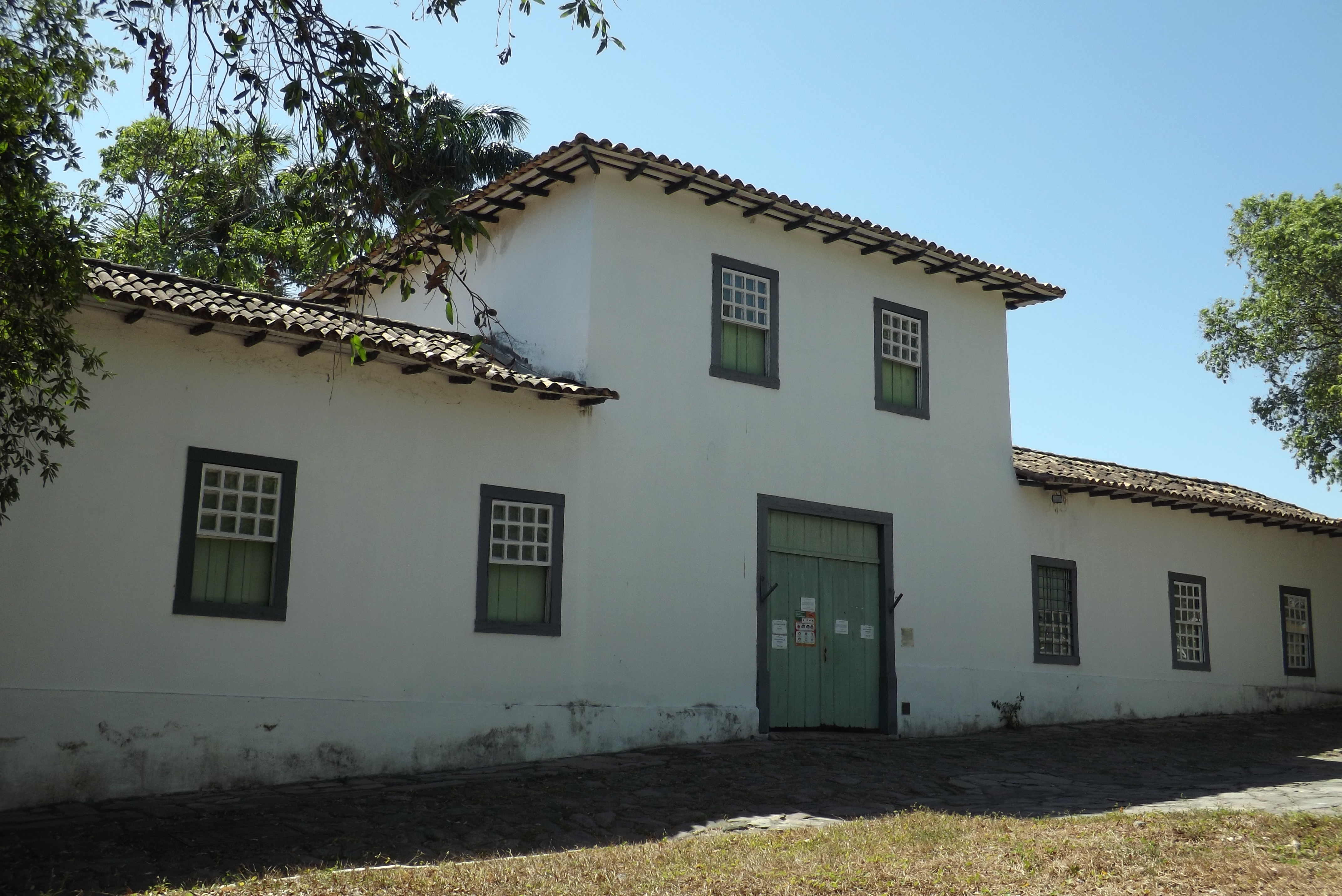
Quartel do XX

## مؤشر التنمية البشرية للبلدية
- مؤشر التنمية البشرية: 0.736
- ترتيب الولاية: 125 (من أصل 242 بلدية في عام 2000).
- الترتيب الوطني: 2283 (من بين 5507 بلدية في عام 2000)

## روابط خارجية
- موقع مدينة جوياس
- استكشف المركز التاريخي لمدينة غوياس في مجموعة اليونسكو على Google Arts and Culture
- غوياس، تراث الإنسانية
- معلومات عن مدينة جوياس
- سيداد دي غوياس
- مدينة البرازيل - غوياس
- موكب فوجاريو نسخة محفوظة 19 ديسمبر 2022 على موقع واي باك مشين.
- حكومة بلدية مدينة غوياس
- فريجوليتو